# Szekely SR-3
Os motores aeronáuticos Szekely eram motores radiais de três cilindros fabricados em Holland, Michigan, nas décadas de 1920 e 1930. 

## Utilização
Os motores Szekely foram usados para equipar ultraleves e aviões leves, como o Rearwin Junior, o Taylor H-2 e o American Eagle Eaglet. Muitas vezes criticado por problemas de confiabilidade e falhas de projeto, muitos foram substituídos por motores melhores em suas fuselagens originais. Ainda existem poucos exemplos, mas um exemplo de qualidade de museu está em exibição no Holland Museum em Holland, Michigan.

## Variantes
Dados de: Jane's all the World Aircraft 1931
SR-3 OCâmara de combustão da válvula suspensa,
taxa de compressão 4,6:1, 45 hp (33,6 kW) a 1.750 rpm.
SR-3 LCâmara de combustão da válvula lateral,
taxa de compressão 5:1, 30 hp (22,4 kW) a 1.750 rpm.

## Aplicações
- American Eagle Eaglet
- Buhl Bull Pup
- Curtiss-Wright Junior
- Lambach HL.1
- Nicholson Junior KN-2
- Prest Baby Pursuit
- Rearwin Junior
- Taylor H-2